# 四龙路街道
四龙路街道，是中华人民共和国甘肃省白银市白银区下辖的一个乡镇级行政单位。

## 行政区划
四龙路街道下辖以下地区：
建设路社区、什字街社区、大型社区、友好路社区、矿山路社区、向阳村社区、红卫社区和四龙路社区。